# Flughafen Erfurt-Weimar

i7
i11
i13
Der Flughafen Erfurt-Weimar (bis März 2011 Flughafen Erfurt, IATA-Code: ERF, ICAO-Code: EDDE, bis 1995 noch als DDR-Flughafen: ETEF) ist ein internationaler Verkehrsflughafen in Erfurt. Er wird von der Flughafen Erfurt GmbH betrieben, die zu 95 % dem Freistaat Thüringen und zu 5 % der Stadt Erfurt gehört.

## Lage und Verkehrsanbindung
Der Flughafen liegt etwa fünf Kilometer westlich des Erfurter Stadtzentrums im Ortsteil Bindersleben. Die Anschlussstelle Erfurt-Bindersleben der Bundesautobahn A 71 befindet sich in etwa drei Kilometern Entfernung, ebenso die südlich verlaufende Bundesstraße B 7. Vom Flughafen aus befindet sich (Luftlinie) das Zentrum von Weimar etwa 25 Kilometer, Jena gut 45 Kilometer in östlicher Richtung. Ebenfalls circa 45 Kilometer entfernt liegt Suhl in Südthüringen. Im Westen liegen Eisenach in 45 Kilometer; und Gotha in 18 Kilometer Entfernung. Die Stadt Mühlhausen befindet sich gut 43 Kilometer nordwestlich, Nordhausen gut 60 Kilometer nördlich des Flughafens. Das nordöstlich gelegene Sömmerda ist knapp 25 Kilometer entfernt.

### Öffentlicher Nahverkehr
Mit der Stadtbahnlinie 4 der Erfurter Verkehrsbetriebe ist der Flughafen aus dem Stadtzentrum sowie vom Erfurter Hauptbahnhof (Fahrzeit ca. 20 Minuten) mit öffentlichen Verkehrsmitteln Werktags im 10-Minuten und am Wochenende im 30-Minuten-Takt erreichbar. Neben der Stadtbahn verkehren vom Flughafen aus die Buslinien 91 Richtung Ermstedt und 92 Richtung Töttelstedt der Erfurter Verkehrsbetriebe sowie die Linien 891 Richtung Bahnhof Gotha und 894 Richtung Bienstädt der Nahverkehrsgesellschaft des Landkreises Gotha.

### Parkmöglichkeiten
Rund um den Flughafen gibt es mehrere Parkmöglichkeiten. Gegenüber des Hauptterminals befindet sich der Parkplatz P1 mit 500 Parkplätzen. Zusätzlich dazu gibt es die Möglichkeit des Parkens auf dem Parkplatz P2 mit 220 Parkplätzen, welcher sich unterhalb es Airport-Hotels befindet. Ebenfalls möglich ist das Parken im Parkhaus des Flughafens, welcher über 800 Parkplätze und Sicherheitseinrichtungen verfügt.

### Taxiverkehr
Vor dem Hauptterminal befinden sich mehrere Taxiplätze, welche zu gegebenen An- und Abflugzeiten teilweise von Taxiunternehmen angefahren werden um eventuelle Fahrgäste befördern zu können.

### Carsharing
Am Flughafen stehen neben dem Autovermieter Hertz, welcher sich an der Einfahrt zum Betriebsparkplatz P3 befindet, auch der Carsharing-Dienst app2drive zum Mieten von Fahrzeugen zur Verfügung. Im Terminal selbst können Fahrzeuge der Firma Sixt gemietet werden und am Parkhaus des Flughafens zurückgegeben werden.

## Geschichte

### Der erste Erfurter Flughafen am Roten Berg

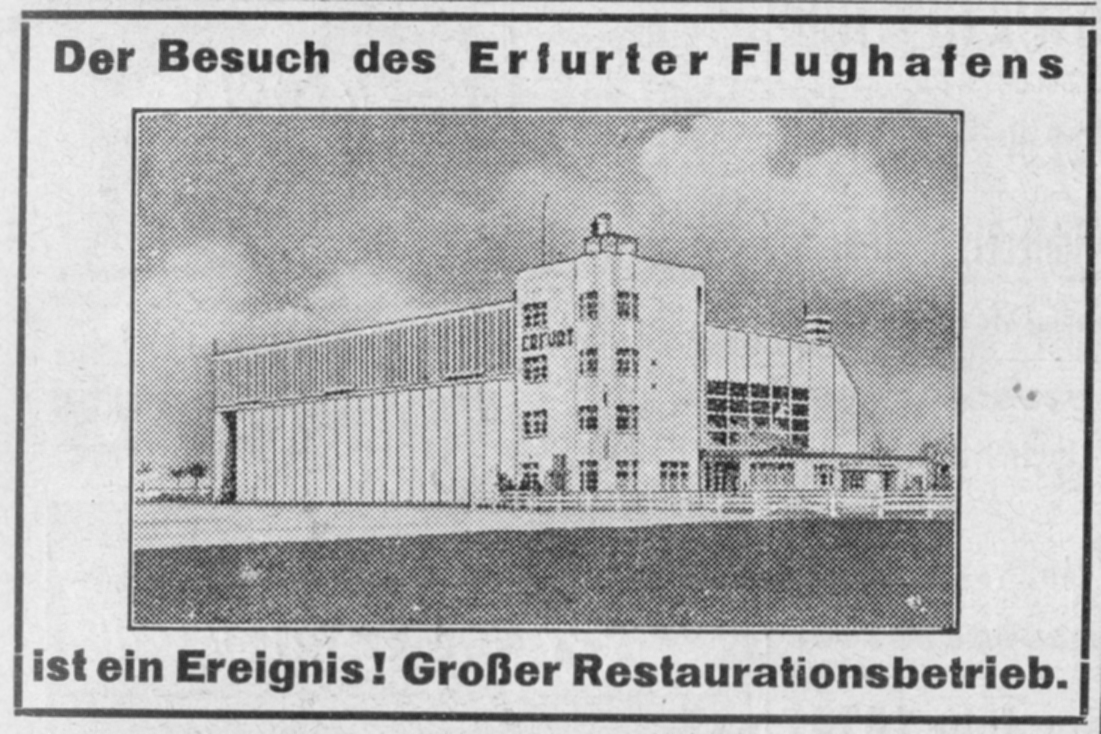
Das erste Flugplatzgebäude – Inserat von 1929

Der erste Erfurter Flughafen wurde 1925 am südlichen Rand des Roten Bergs am Nordrand der Stadt eröffnet. Wie für die damalige Zeit üblich, verfügte er über eine Graspiste von 730 Metern Länge und 430 Metern Breite. Der Flugverkehr am Roten Berg erreichte 1928 seinen Höhepunkt. Damals gab es 14 Starts und Landungen pro Tag, die alle von der Lufthansa durchgeführt wurden. Sie verbanden Erfurt unter anderem mit Berlin, Zürich, Frankfurt, München, Dresden, Hannover und Essen. Der zivile Luftverkehr am Roten Berg endete im August 1939, als die Luftwaffe der Wehrmacht eine Fliegerhorstkommandantur errichtete. Die folgende Tabelle zeigt eine Auflistung ausgesuchter fliegender aktiver Einheiten (ohne Schul- und Ergänzungsverbände) der Luftwaffe die hier zwischen 1939 und 1944 stationiert waren.
| von       | bis       | Einheit                                                        | Ausrüstung                  |
| --------- | --------- | -------------------------------------------------------------- | --------------------------- |
| Mai 1939  | Sep. 1939 | Stab, II./KG 4                                                 | Heinkel He 111P             |
| Okt. 1939 | Nov. 1939 | I./KG 2                                                        | Dornier Do 17M              |
| Jan. 1940 | Mai 1940  | II./KG 1                                                       | Heinkel He 111H             |
| Aug. 1943 | Mai 1944  | Teile der IV./NJG 5 (IV. Gruppe des Nachtjagdgeschwaders 5)    | Messerschmitt Bf 110G-4     |
| Aug. 1944 | Sep. 1944 | Stab, II./JG 300 (Stab und II. Gruppe des Jagdgeschwaders 300) | Focke-Wulf Fw 190A-8        |
| Sep. 1944 | Sep. 1944 | 9./ZG 26 (9. Staffel des Zerstörergeschwaders 26)              | ohne                        |
| Okt. 1944 | Nov. 1944 | Stab, I./JG 3                                                  | Messerschmitt Bf 109G-14/AS |

Nach dem Umzug der Sportflieger nach Alkersleben wurde der Flughafen 1974 geschlossen und auf seinem Gelände das Wohngebiet Roter Berg errichtet.

### Der heutige Flughafen in Bindersleben

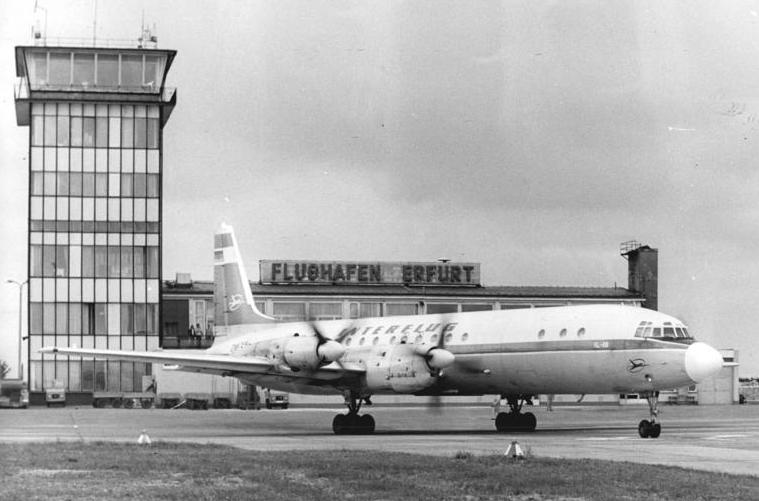
Ein Passagierflugzeug der Interflug vor Tower und Abfertigungshalle des Flughafens Erfurt, 1979

1935 wurde der Fliegerhorst der Luftwaffe Erfurt-Bindersleben eröffnet und als solcher bis 1945 genutzt.
Vom 14. bis zum 30. April 1945 wurde der Flugplatz durch die United States Army Air Forces (USAAF) als Advanced Landing Ground ALG R-9 Erfurt/Bindersleben genutzt und dort eine Aufklärungsstaffel mit North American P-51 Mustang stationiert.
Nach dem Zweiten Weltkrieg übernahmen die sowjetischen Luftstreitkräfte den Platz. Sie zeigten kein Interesse am Flughafen, weshalb er zunächst geschlossen, 1956 jedoch für die Sportfliegerei wieder eröffnet wurde.
1956 übernahm die Deutsche Lufthansa der DDR den Flughafen, die 1963 in der Interflug aufging. Regelmäßige Linienflüge gab es zunächst nach Berlin-Schönefeld, Dresden, Heringsdorf und Barth. Zeitweilig wurde auch der alte Flughafen von Karl-Marx-Stadt angeflogen, hier kam ausschließlich die Antonow An-2 zum Einsatz. Die Inlandsflüge wurden jedoch schrittweise und am 10. April 1980 nach einer Ölkrise in der DDR endgültig eingestellt. Die Interflug bediente anschließend nur noch regelmäßig die Ziele Budapest, Warna, Burgas und Tatry (Poprad). Zeitweilig versuchte sich die sowjetische Aeroflot an Strecken nach Moskau und Leningrad. Diese wurden jedoch nach einigen Wochen wegen Unrentabilität eingestellt.
Erst nach der deutschen Wiedervereinigung wurde am 3. Oktober 1990 der Linienverkehr, zunächst nach Berlin-Tempelhof und Frankfurt wieder aufgenommen.
In den darauf folgenden Jahren erhielt der Flughafen ein neues Abfertigungsgebäude (ehemals Terminal B), das an zwei Gates das Einsteigen über eine Fluggastbrücke ermöglicht, einen neuen Kontrollturm und neue Flugsicherungstechnik. Auch eine Verlängerung der Start- und Landebahn sowie der Bau eines neuen Rollweges und eine großflächige Neuversiegelung des Vorfeldes wurden vorgenommen. Es entstanden auch ein großer Hangar und diverse Frachthallen.
Seit 1998 besitzt der Flughafen eine Autobahnanbindung über die A 71 -Anschlussstelle Erfurt-Bindersleben.

#### Entwicklung seit 2000
Von 1989 bis 2004 wurden rund 220 Millionen Euro öffentliche Gelder in den Erfurter Flughafen investiert. 2005 wurde ein Landtagsuntersuchungsausschuss eingesetzt, der Landesrechnungshof kritisierte daraufhin die Subventionsvergabe.
Die Steigerung der Passagierzahlen im Jahr 2004 war im Wesentlichen der täglichen Ryanair-Verbindung nach London-Stansted zu verdanken. Die Verbindung wurde allerdings im Januar 2005 wieder eingestellt. Danach wurden erstmals 2010 die Fluggastzahlen wieder deutlich gesteigert und damit die von 2007 übertroffen.
Seit dem 21. Juni 2005 ist der Flughafen durch die Fertigstellung einer neuen Stadtbahntrasse schneller und komfortabler mit öffentlichen Verkehrsmitteln erreichbar.
Der ehemalige Geschäftsführer des Flughafens, Gerd Ballentin, wurde am 13. Januar 2006 vorübergehend festgenommen, nachdem er bereits wenige Tage zuvor zurückgetreten war. Er ist zwischenzeitlich wegen Fälschung der Verkehrszahlen rechtskräftig zu zwei Jahren und acht Monaten Haft verurteilt.
Am 5. Juni 2009 landete in Erfurt der damalige Präsident der Vereinigten Staaten von Amerika, Barack Obama in der Air Force One, einer umgebauten Boeing 747-200, zu einem Besuch u. a. des ehemaligen KZ Buchenwald.

#### Entwicklung seit 2010

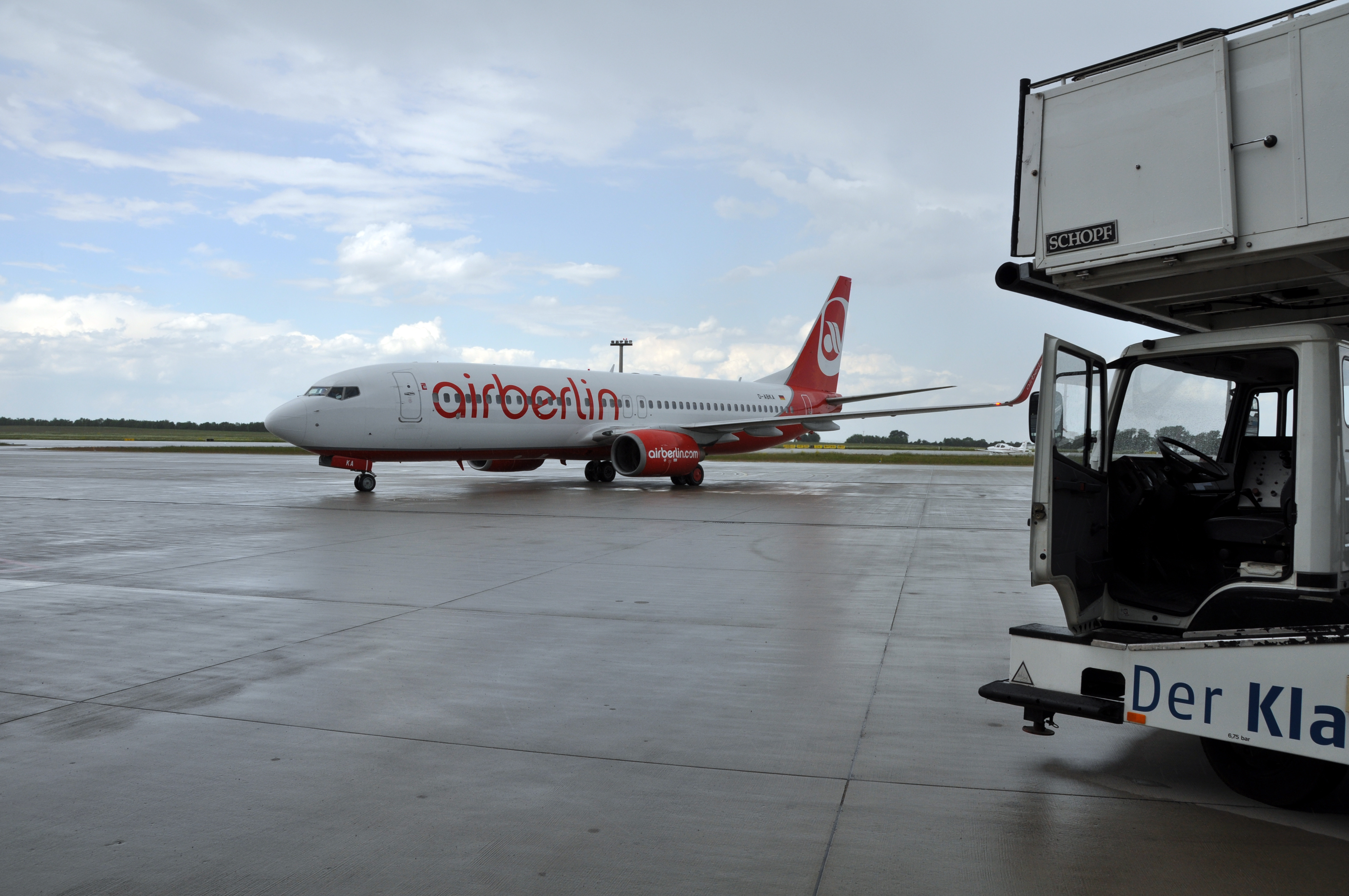
Eine Boeing 737 von Air Berlin im Jahr 2011 am Flughafen Erfurt-Weimar.

Am 21. März 2011 wurde der Flughafen in Flughafen Erfurt-Weimar umbenannt, da Erfurt durch die weltweite Bekanntheit Weimars profitieren wollte, was rund 180.000 Euro kostete. Air Berlin kündigte am 18. August 2011 an, sich vom Flughafen Erfurt zum Winterflugplan 2011/2012 komplett zurückzuziehen. Im Dezember 2011 wurde bekannt, dass Air Berlin ihre Station in Erfurt Ende Oktober 2012 schließen und die 33 hier beschäftigten Mitarbeiter versetzen werde. Am 23. September 2011 landete Papst Benedikt XVI. mit einer Sondermaschine der Bundesregierung (A340-313X „Konrad Adenauer“) auf dem Flughafen Erfurt-Weimar und wurde von der damaligen Ministerpräsidentin des Freistaates Thüringen, Christine Lieberknecht, und einer großen Abordnung von Ministern und Bischöfen begrüßt.
Am 23. Dezember 2011 stellte die Fluggesellschaft Cirrus Airlines die Linienflüge nach München ein, da das Land die Subventionen der Tickets einstellte, mit der Folge der Einstellung jeglichen Linienflugverkehrs und Konzentration auf den Charterflugverkehr. Zum Sommer 2013 hatte die ehemalige Fluggesellschaft Germania wieder fest ein Flugzeug (Boeing 737-700) in Erfurt stationiert, was die Anzahl der wöchentlichen Flüge weitaus vergrößerte. Germania bediente bis zu ihrer Insolvenz im Winter 2018/2019 verschiedene Routen zu europäischen Flughäfen und in die Türkei. Im Frühjahr 2019 kam nahezu der komplette Flugverkehr zum Erliegen, weshalb der Flughafen im selben Jahr nur ein Passagieraufkommen von 156.326 Passagieren verzeichnete.
Im Landtagswahlkampf 2019 bekannten sich mit Ausnahme der Grünen alle im Landtag vertretenen Parteien zum weiteren Erhalt des Flughafens Erfurt-Weimar, trotz der Gefährdung des Bestands durch die neuen ICE-Strecken Erfurt-Leipzig/Halle und Erfurt-Nürnberg sowie den Ausbau der Verbindung Erfurt-Frankfurt. Diese ermöglichen günstige Verbindungen zu anderen Flughäfen teils ohne Umstieg vom Erfurter Hauptbahnhof z. B.: Leipzig/Halle (ca. 0:53 h), Berlin (ca. 2:25 h) und Frankfurt (ca. 2:28 h). Daher bestanden Überlegungen, die Landessubventionen umzulenken, um einen Halt der im Stundentakt von Erfurt nach Leipzig verkehrenden ICE am Flughafenbahnhof Leipzig/Halle einzurichten, der dann in etwa 30 Minuten vom Erfurter Hauptbahnhof erreichbar wäre. Der Präsident des Thüringer Rechnungshofes plädierte seither für eine Schließung des Flughafens, wenn keine zusätzliche Nutzung zum reinen Charterflugverkehr gefunden werden könne.

#### Entwicklung seit 2020
Auch der Flughafen Erfurt-Weimar wurde hart von der COVID-19-Pandemie getroffen. Während Anfang 2020 die Passagierzahlen noch auf den Werten des Vorjahres stagnierten, gingen sie in den Folgemonaten drastisch zurück. So wurden im April 2020 nur 49 Passagiere abgefertigt. Nach Aufhebung einiger Reisebeschränkungen begann ab Juli wieder ein regelmäßiger Charterflugverkehr in einige europäische Länder. Im August und September befand sich direkt am Flughafen eine Corona-Teststation für Reiserückkehrer. Ende April 2020 erreichten mehrere Frachtflugzeuge aus Guangzhou, Hangzhou und Shanghai den Flughafen mit Lieferungen im Rahmen der Luftbrücke der Bundesregierung mit mehreren Tonnen Schutzausrüstung. Anfang 2021 folgten weitere Lieferungen, überwiegend mit Corona-Tests und ab April wurden, teilweise mehrmals wöchentlich, die Umläufe Guangzhou – Erfurt – Peking – Erfurt – Guangzhou, Shenzhen – Erfurt – Shenzhen, sowie Wuhan – Almaty – Erfurt – Almaty – Wuhan absolviert. Für die Lieferung der Corona-Testkits, die für ganz Deutschland bestimmt waren, wurden Airbus-A330-Flugzeuge der Hi Fly Malta und Wamos Air eingesetzt.
Von April 2020 bis August 2021 diente der Flughafen als Ausweichparkplatz für fabrikneue Airbus-Flugzeuge, da sich deren Auslieferung aufgrund der Pandemie verzögerte. Zeitweise befanden sich 24 Flugzeuge vom Typ A320 und A321 verschiedener internationaler Fluggesellschaften zeitgleich auf dem Vorfeld des Flughafens. Am 28. April 2022 wurde die Flugverkehrskontrolle zum Remote Tower Control (RTC) Center der Deutschen Flugsicherung in Leipzig verlagert und folgte damit der bereits 2018 verlagerten Saarbrückener Flugverkehrskontrolle.

## Flughafenanlagen- und Einrichtungen

### Start- und Landebahn
Dem Flughafen steht zur Abwicklung des Flugbetriebes eine 2600 Meter lange und 50 Meter breite Start- und Landebahn aus Asphalt in Ost-West-Richtung verlaufend zur Verfügung. In Hauptanflugrichtung 27 steht ein Anflugverfahren nach der Allwetterflugbetriebsstufe CAT IIIb zur Verfügung, in Nebenanflugrichtung 09 ein Anflugverfahren nach Allwetterflugbetriebsstufe CAT I. Aufgrund der in Deutschland vorherrschenden Windverhältnisse erfolgen die Starts meistens in Richtung Westen (Gotha) und die Landungen aus Richtung Osten (Weimar, Innenstadt Erfurt). In der Nacht werden Anflüge jedoch bis zu einer bestimmten Windstärke auch mit Rückenwind in Richtung Osten (aus Richtung Gotha kommend) auf die Landebahn 10 durchgeführt, um die Erfurter Bevölkerung vor Fluglärm zu schützen. Die Landebahn ist in östlicher Richtung direkt auf die Innenstadt ausgerichtet, sodass eine stärkere Auslastung des Flughafens zu einer erheblichen Lärmbelastung für das Stadtzentrum führen würde.

### Terminals
Der Flughafen verfügt über ein Hauptterminal mit zwei Etagen und vier Gates. In ihm erfolgt die Abwicklung jeglichen Passagierverkehrs und der Aufenthalt bis zum Abflug bzw. Abreise. Im Terminal erfolgt der Check-In, die Zoll- und Ausweiskontrolle und die Sicherheitskontrolle. Außerdem sind hier Reisebüros, Fluggesellschaften, Gastronomie, eine Besucherterrasse, ein EC-Automat, die Kaffeebar, der Air Shop und eine Information vorzufinden. Neben dem Hauptterminal befindet sich das Businessterminal für Abflüge von Geschäftsreisenden oder Staatsgästen.

### Hangars
Im vorderen westlichen Bereich des Vorfeldes befinden sich zwei Hangars. Im Hangar 1 befand sich bis 2019 die fest stationierte Maschine der ehemaligen Fluggesellschaft Germania. Im 4300 m² großen Hangar 2 befindet sich der Sitz der Flughafenverwaltung und die Firma HAITEC VIP Maintenance, welche die Wartung von Flugzeugen international tätiger Fluggesellschaften übernimmt. Auch der Hangar 1 wird jetzt durch diese Firma genutzt.

### Flugsicherheit
Auf der östlichen Seite des Vorfeldes befindet sich neben dem Businessterminal der Sitz der deutschen Flugsicherung und der Bundespolizei. Beide Organisationen übernehmen die Sicherheit am Flughafen, sowohl am Boden, als auch in der Luft.

### Fracht- und Logistikzentren
Auch am Flughafen Erfurt-Weimar unterhalten mehrere Fracht- und Logistikunternehmen einen Firmensitz. Im vorletzten Gebäude des westlichen Vorfeldes hat DB Schenker ein Logistikzentrum, neben Hangar 2 FedEx. Außerhalb des umzäunten Flughafengeländes befindet sich der Büropark Airfurt mit 11,3 ha Fläche und weist eine vielfältige Ansiedlungsfläche auf, welches Firmen wie IBM, Deutscher Post und der Autobahn GmbH als Standort dient.

### Flughafenfeuerwehr

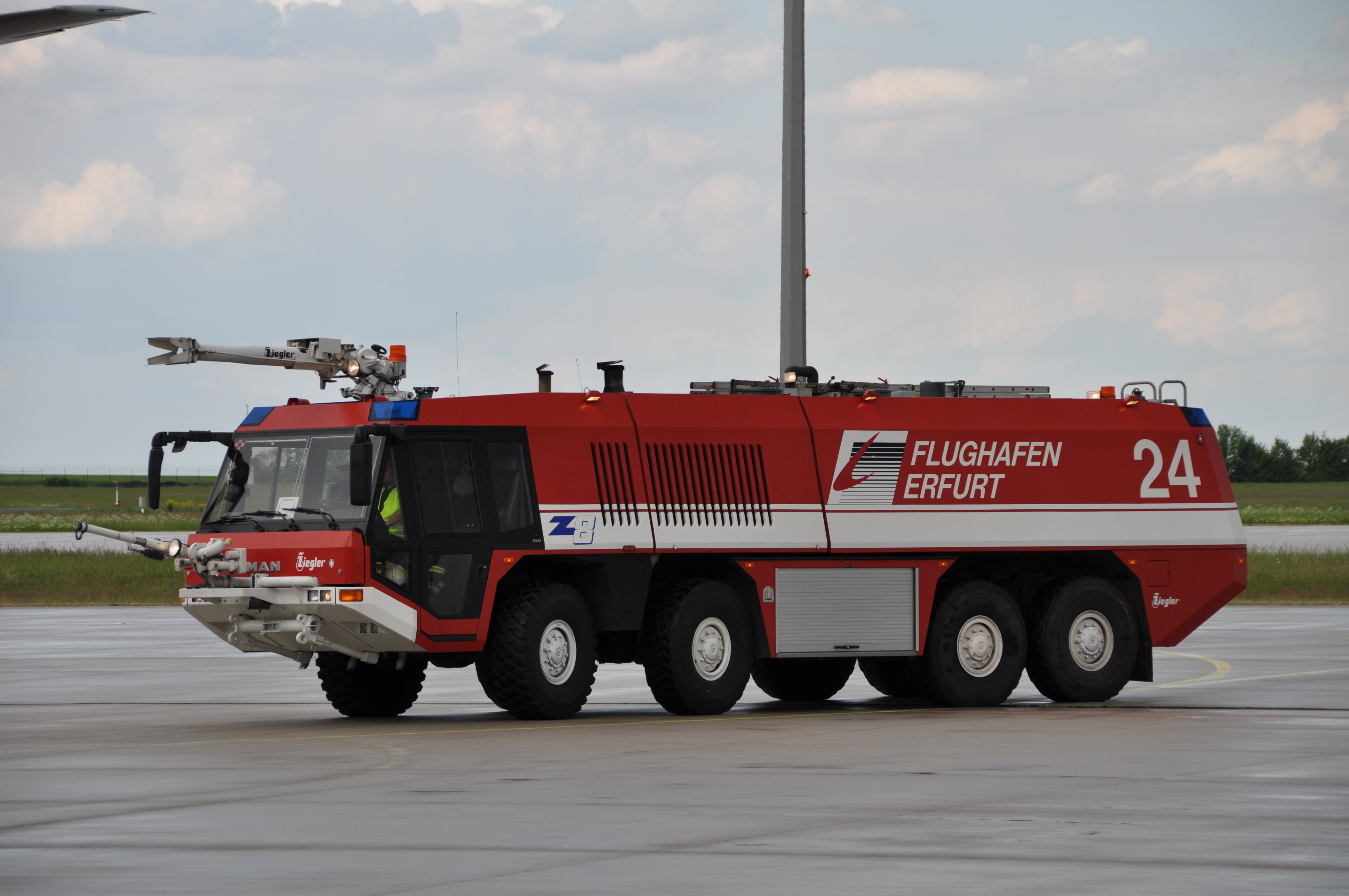
Ein Flugfeldlöschfahrzeug des Flughafens Erfurt-Weimar

Der Flughafen verfügt über eine Flughafenfeuerwehr mit insgesamt 55 Mitarbeitern (20 davon hauptamtlich) mit unter anderem drei Flugfeldlöschfahrzeugen Ziegler Z8 und einem Krankentransportwagen für medizinische Notfälle. Er ist in die ICAO-Brandschutzkategorie 7 eingeordnet, auf Anfrage kann diese bis auf Kategorie 9 erhöht werden, wobei bei einer Erhöhung dann auch Einsatzkräfte der Stadt Erfurt involviert werden. Derzeit läuft die Beschaffung von mindestens einem neuen Flugfeldlöschfahrzeugen bei der Firma Rosenbauer.

### Thüringer Polizei
Auf dem äußeren westlichen Teil des Flughafens ist der Standort der Thüringer Polizei mit ihrer Hubschrauberstaffel und zwei Hubschraubern. Im 24-Stunden Abrufbetrieb ist hier mindestens einer von zwei Airbus EC 145 zur polizeilichen Unterstützung im Freistaat stationiert.

## Flugbetrieb

### Passagierflugbetrieb

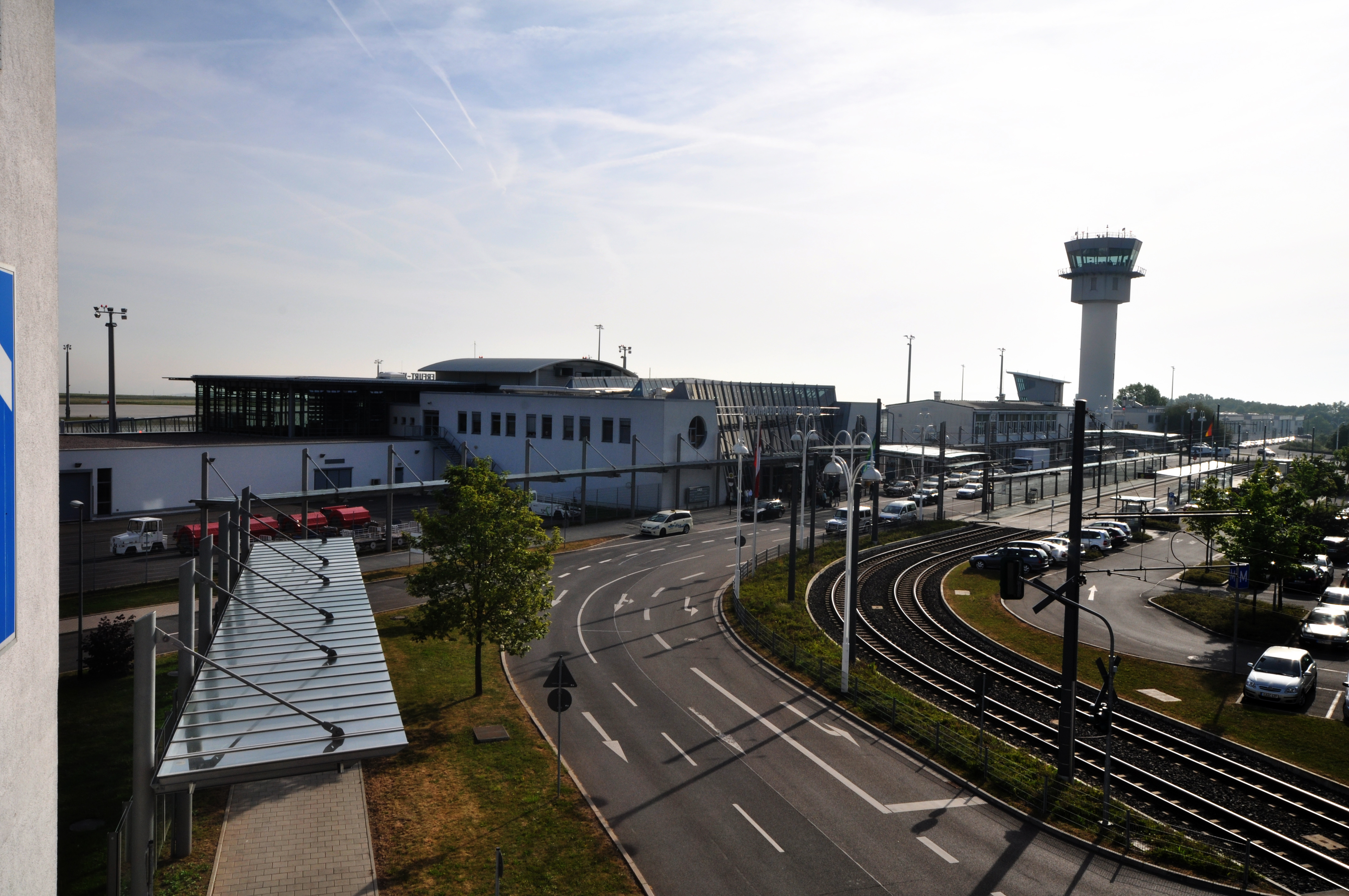
Gesamtansicht

Der Flugbetrieb für Passagiere auf dem Flughafen Erfurt-Weimar unterteilt sich in einen Sommer- und Winterflugplan, welcher jedes Jahr neu erfasst wird. 
Besonders im Sommer finden Sonderreisen der Reisebüros statt. Flugziele sind dabei vorrangig türkische und griechische Inseln und Städte.

### Militärischer Flugbetrieb
Der Flughafen wird immer wieder von Flugzeugen und Hubschraubern der Bundeswehr und anderer NATO-Streitkräfte für Zwischenstopps zum Beispiel zum Auftanken genutzt.

### Übungsflugbetrieb
Der Flughafen Erfurt-Weimar wird aufgrund seiner geringen Auslastung verstärkt als Übungsplatz für die Flugschule Sömmerda und Lufthansa Flight Training, kommend aus Bremen, verwendet. Problematisch ist dabei auch der Anflug direkt über die Erfurter Innenstadt.

## Verkehrszahlen
| Betriebs- jahr | Fluggast- aufkommen | Luftfracht inkl. Luftpost (t) | Flug- bewegungen |
| -------------- | ------------------- | ----------------------------- | ---------------- |
| 1997           | 353.018             | ?                             | 17.604           |
| 1998           | 324.266             | ?                             | 17.268           |
| 1999           | 366.793             | 117                           | 18.628           |
| 2000           | 481.573             | 389                           | 17.355           |
| 2001           | 471.624             | 1.593                         | 17.604           |
| 2002           | 445.504             | 3.369                         | 16.877           |
| 2003           | 464.681             | 3.934                         | 16.148           |
| 2004           | 526.241             | 4.039                         | 15.839           |
| 2005           | 438.912             | 4.855                         | 14.017           |
| 2006           | 356.378             | 4.817                         | 13.119           |
| 2007           | 315.769             | 4.438                         | 12.992           |
| 2008           | 308.228             | 3.468                         | 13.299           |
| 2009           | 270.267             | 2.794                         | 11.208           |
| 2010           | 322.073             | 2.628                         | 9.494            |
| 2011           | 280.918             | 2.543                         | 10.552           |
| 2012           | 183.999             | 2.592                         | 9.372            |
| 2013           | 214.948             | 2.695                         | 9.079            |
| 2014           | 226.586             | 3.075                         | 9.259            |
| 2015           | 230.436             | 3.395                         | 9.620            |
| 2016           | 235.331             | 3.450                         | 8.593            |
| 2017           | 282.731             | 3.421                         | 10.153           |
| 2018           | 262.530             | 3.724                         | 9.412            |
| 2019           | 156.326             | 3.297                         | 9.456            |
| 2020           | 27.542              | 4.419                         | 7.006            |
| 2021           | 71.665              | 4.842                         | 6.443            |
| 2022           | 137.779             | 925                           | 6.048            |
| 2023           | 136.929             | 46                            | 5.805            |
| 2024           | 169.732             | 28                            | 6.143            |

## Finanzierung und Probleme
Der Flughafen Erfurt-Weimar erlöste im Jahr 2018 aus dem Flugbetrieb 3,7 Mio. €. Das inzwischen in Eigenregie betriebene Tankgeschäft trug demgegenüber 5,7 Mio. € zum Umsatz bei. Einschließlich Vermietungs- und Verpachtungserlösen und sonstigem Umsatz setzte der Flughafen jährlich 13,1 Mio. € um. Dem steht aktuell ein jährlicher Zuschuss des Freistaates Thüringen von etwa 5 Mio. € gegenüber. Der Thüringer Rechnungshof beziffert den Zuschussbedarf im Jahr 2020 auf etwa 40.000 € täglich.
Ein Gutachten des BUND vom August 2020 empfiehlt, wegen defizitärer Strukturen sowie klimapolitischen Aspekten 7 von 14 Regionalflughäfen zu schließen. Erfurt-Weimar wird ausdrücklich als Schließungskandidat genannt.

## Weitere Bilder

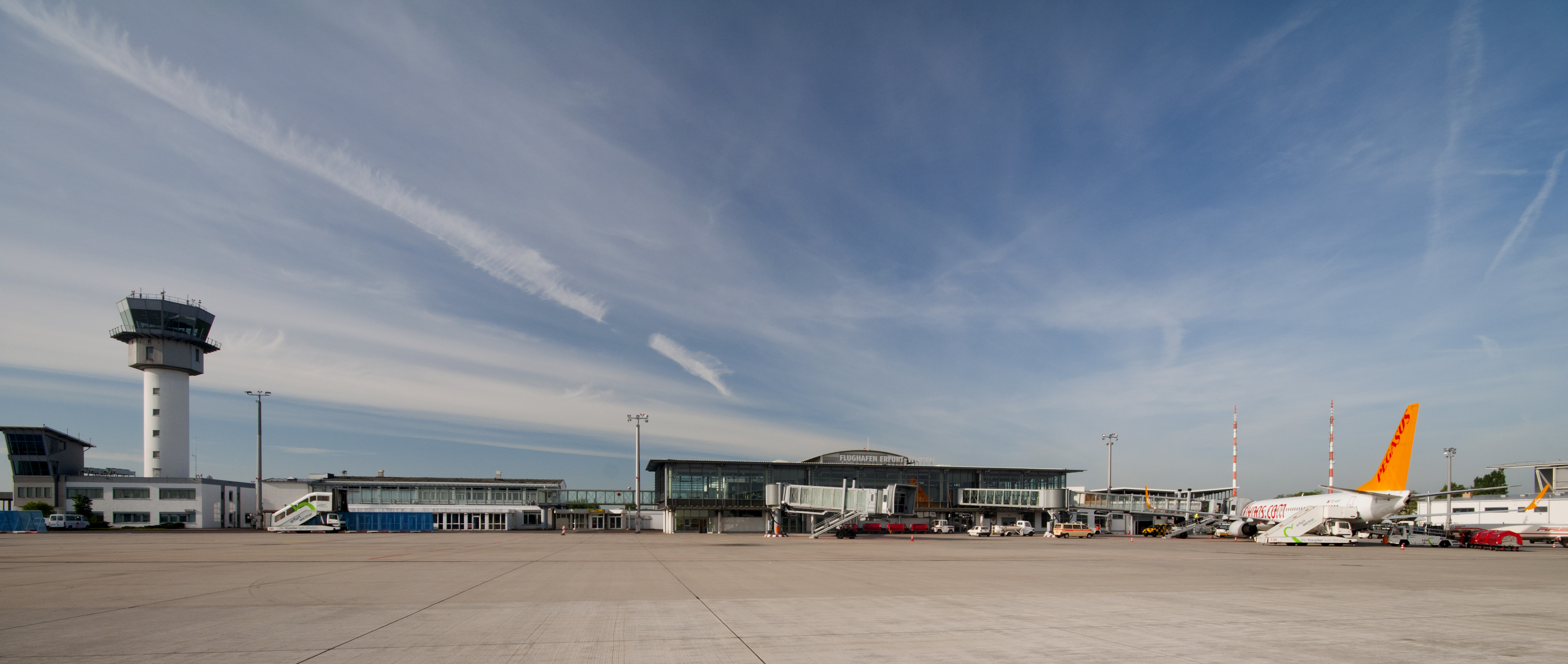
Tower und Empfangsgebäude von der Rollbahn aus
Panoramablick auf das Flughafengelände 2016